# Unieux
Unieux é uma comuna francesa na região administrativa de Auvérnia-Ródano-Alpes, no departamento de Loire. Estende-se por uma área de 8,58 km². Em 2010 a comuna tinha 8 488 habitantes (densidade: 989,3 hab./km²).